# Tench (U-Boot)
Die Tench, auch USS Tench (Kennung: SS-417 / AGSS-417), war ein U-Boot der gleichnamigen Klasse der United States Navy, das von 1944 bis 1970 in Dienst stand.

## Geschichte
Die Tench wurde am 1. April 1944 auf Kiel gelegt, am 7. Juli 1944 folgte der Stapellauf und am 6. Oktober 1944 wurde sie in Dienst gestellt. Sie machte im Zweiten Weltkrieg drei Einsatzfahrten. Ihre erste führte sie im Februar 1945 vor die japanische Küste, wo sie zu einer Wetterpatrouille gehörte, die auch als Rettungsstation fungierte. Nachdem die Versenkung eines japanischen Schiffes nicht bestätigt worden war, wurde sie im April erneut als Teil einer Patrouille zur Zufahrt von Okinawa geschickt. Ihre ersten bestätigten Versenkungserfolge erzielte sie im Mai, als sie zwei Handelsschiffe, einen Tanker und einen Motorschlepper versenkte. Auch konnte ein Zerstörer beschädigt werden. Auf ihrer dritten Einsatzfahrt wurde die Tench von zwei japanischen Bombern angegriffen, konnte jedoch entkommen.
In den 1950ern und 1960ern bildete die Tench, zusammen mit ihren Schwesterschiffen sowie der Balao- und der Gato-Klasse, das Rückgrat der amerikanischen U-Bootflotte. Im Rahmen des Guppy-Programms wurde sie aufgerüstet. 1969 wurde die Tench außer Dienst gestellt, 1976 wurde sie nach Peru verkauft und diente dort als Ersatzteillager.

## Technik
Die Technik der Boote hatte sich schon in den U-Booten der Balao-Klasse und Gato-Klasse bewährt. Der Antrieb bestand aus Dieselmotoren und zwei Elektromotoren, die auf zwei Getriebewellen wirkten, insgesamt ergab das einen Wert von 5400 PS (Motoren siehe Tabelle). Damit konnten über Wasser 20,3 und unter Wasser 8,8 Knoten erreicht werden. Die Verdrängung betrug über Wasser 1570 t und unter Wasser 2415 t. Die Bewaffnung bestand aus zehn 533-mm-Torpedorohren, davon waren sechs im Bug eingebaut und die restlichen vier im Heck. Zur Flugabwehr wurden während des Krieges immer mehr Maschinengewehre verschiedenen Kalibers an dem Boot nachgerüstet, meistens vom Typ Browning M2. Eine Panzerung war nicht vorhanden.